# Kapounovský dům
Kapounovský dům je gotický dům čp. 676 na Starém Městě v Praze na rohu ulic Jakubská (č. 3) a Rybná (č. 7). Od roku 1964 je kulturní památkou.

## Historie a popis
Dům stojí vedle kláštera minoritů u kostela sv. Jakuba těsně za kostelem sv. Jakuba Většího. První písemná zmínka o domu je z roku 1355, ve druhé polovině 14. století byl rozšířen na rozlohu dnešní hlavní budovy. Zmínka z roku 1429 uvádí jméno domu „U sovy“. Před rokem 1541 přešel do vlastnictví Kapounů ze Svojkova. Po bitvě na Bílé hoře byl tehdejšímu majiteli Kryštofu Kapounovi ze Svojkova z jedné třetiny zkonfiskován majetek, rod ale dům po čase vykoupil zpátky a náležel mu až do roku 1834.
Dům vyhořel při požáru Prahy 21. června 1689, doklad z roku 1713 jej ještě uvádí jako spáleniště, ale v roce 1720 zde byl nedovoleně provozován vinný i pivní šenk a vývařovna. Dům opět vyhořel v roce 1754 a Johana Kapounová ho poté v roce 1791 nechala přestavět. Plány k této raně klasicistní přestavbě vytvořil Zachariáš Fiegert. O sto let později, v roce 1891, vznikla pavlač podél východního křídla.
Sklepy jsou gotické s valenou klenbou, valená klenba je také v přízemí, patra jsou plochostropá.